# Davy Commeyne
Davy Commeyne (Roeselare, 14 de maig de 1980) és un ciclista belga professional del 2002 al 2013. Combina la carretera amb el ciclocròs.

## Palmarès en carretera
- 2008
  -  Campió de Bèlgica sense contracte en ruta
  - Vencedor d'una etapa al Bałtyk-Karkonosze Tour
- 2009
  - 1r als Dos dies del Gaverstreek i vencedor d'una etapa
  - 1r al Memorial Danny Jonckheere
  - Vencedor d'una etapa al Tríptic de les Ardenes
  - Vencedor d'una etapa al Mi-août en Bretagne
- 2011
  - 1r a l'Omloop Mandel-Leie-Schelde
- 2014
  - Vencedor de 2 etapes a la Volta al Brabant flamenc